# Ghuridi
I Ghuridi o Ghoridi (in persiano سلسله غوریان‎, silsila-ye Ghūriyān o Āl-e Shansab), ma che definivano sé stessi Shansabānī e Sūrī, furono una dinastia indigena musulmana sunnita dell'Iran orientale, quasi certamente di origine tagica, che governò alla sua acme su porzioni dell'attuale Afghanistan, del Bangladesh, dell'India, dell'attuale Pakistan, del Tagikistan e del Turkmenistan, nonché su ampie zone dell'odierno Iran.

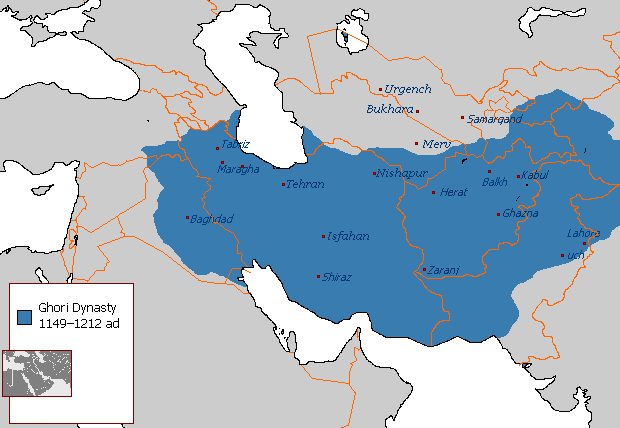
Dinastia Ghuride al suo apogeo, in aggiunta con i confini attuali.

La dinastia governò dall'VIII-IX secolo al 1215 e succedette pertanto all'Impero ghaznavide. I loro domini erano centrati nella odierna Ghowr o Mandēsh, nella zona centrale dell'Afghanistan. Si estendeva a ovest al Grande Khorasan e raggiungeva a est l'India settentrionale, come pure il Bengala. La loro prima capitale fu Fīrūzkūh a Ghor, che fu poi sostituita da Herat, mentre Ghazni e Lahore furono individuate come capitali secondarie, in special modo durante i periodi invernali.
I Ghuridi furono generosi patroni di arti e scienze.
Ai Ghuridi succedette in Persia la dinastia del Khwārazm-Shāh e nell'India settentrionale la dinastia dei Sultani Mamelucchi di Delhi.

## Origini

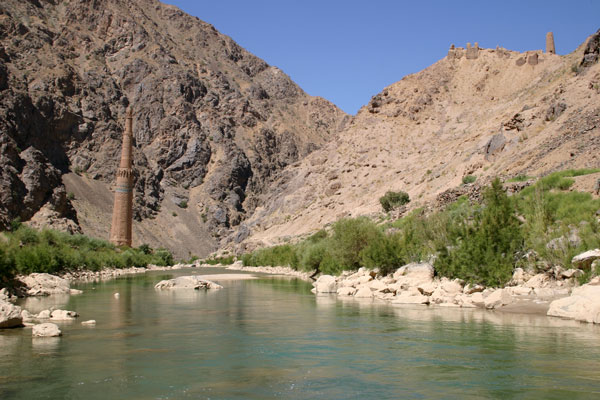
Il minareto di Jām. Sulla cresta montuosa, dominante la valle del Hari Rod, vestigia della fortezza di Zarafshan.

Si è discusso molto circa l'origine della dinastia ma la linea prevalente degli studiosi è quella espressa nel lemma relativo scritto da Morgenstierne nella The Encyclopaedia of Islam2, che smentisce l'ipotesi "afghana" (giudicata "assai improbabile") a favore di quella "tagica”. Su questa ipotesi concordano anche gli studiosi Bosworth, Louis Dupree, H. Gibb, R. Ghirshman, M. Longworth Dames e altri. Bosworth più volte ha ricordato che il nome attuale della famiglia ghuride, Āl-e Shansab (persianizzato in Shansabānī), è la pronuncia araba dell'originale nome medio persiano Wishnasp, riferita a una realtà persiana sasanide.
La regione del Ghuristan era prevalentemente popolata da induisti e buddisti ancora nel XII secolo e fu islamizzata solo più tardi, quando i Ghuridi si affermarono nell'area.
(L'ascesa al potere dei Ghuridi a Ghur, una piccola isolata area collocata nella vastità delle montagne tra l'Impero ghaznavide e quello selgiuchide, conobbe uno sviluppo insolito e inaspettato)

### Lingua
Esiste un dibattito ancora aperto circa la lingua parlata dai Ghuridi. Ciò che è certo è che essa era considerevolmente diversa dalla lingua persiana letteraria, parlata invece nella corte ghaznavide. Nondimeno, al pari dei Samanidi e dei Ghaznavidi, i Ghuridi furono generosi patroni della letteratura persiana, della sua poesia e della cultura persiana in genere, che promossero nella loro corte. Nulla conferma l'ipotesi, avanzata dal Paṭa Khazāna (Tesoro dei segreti) che i Ghuridi fossero parlanti Pashto, e nulla mostra che gli abitanti di Ghūr fossero in origine dei parlanti pashto. Studiosi contemporanei parlano di Ghuridi "persianizzati".

## Storia

### Storia antica
Un principe ghuride, di nome Amīr Banjī, fu il governante di Ghūr e l'antenato dei signori ghuridi in età medievale. Il suo potere fu legittimato dal Califfo abbaside Hārūn al-Rashīd.

Prima della metà del XII secolo, i Ghuridi erano stati legati ai Ghaznavidi e ai Selgiuchidi per circa 150 anni. A partire dalla seconda metà del XII secolo, Ghūr espresse la sua indipendenza dall'Impero ghaznavide. Nel 1149 il governante ghaznavide Bahrām Shāh di Ghazna avvelenò un leader locale ghuride, Quṭb al-Dīn Muḥammad, che aveva cercato rifugio nella città di Ghazni dopo un aspro scontro col fratello Sayf al-Dīn Sūrī. Per vendicarsi, Sayf al-Dīn marciò contro Ghazna e sconfisse Bahrām Shāh. Tuttavia, un anno dopo, Bahrām-Shāh tornò e colse una vittoria decisiva contro Sayf al-Dīn, che fu rapidamente catturato e crocifisso a Pul-i Yak Taq. Bahāʾ al-Dīn Sām I, un altro fratello di Sayf al-Dīn, tentò di vendicarsi della morte dei due fratelli, ma morì di morte naturale prima di poter giungere di fronte a Ghazna. ʿAlāʾ al-Dīn Ḥusayn, uno dei fratelli minori di Sayf al-Dīn, da poco incoronato re ghuride, tentò anch'egli di vendicare la morte dei due fratelli maggiori. Riuscì a sconfiggere Bahrām Shāh, e poi saccheggiò Ghazna e la mise a fuoco per sette giorni e sette notti. Per questo assunse l'epiteto di Jahānsūz, che significa "l'Incendiario del mondo". I Ghaznavidi ripresero la città con l'aiuto del selgiuchide Aḥmad Sinjar, ma la persero nuovamente per opera dei turchi Oghuz.
Nel 1152, ʿAlāʾ al-Dīn Ḥusayn rifiutò di pagare il tributo ai Grandi Selgiuchidi e si mise in marcia con un esercito da Fīrūzkūh, ma fu sbaragliato e fatto prigioniero a Nab dal Sultano selgiuchide Aḥmad Sanjar. ʿAlāʾ al-Dīn Ḥusayn rimase prigioniero per due anni, finché non fu rimesso in libertà in cambio di un pesante riscatto versato ai Selgiuchidi. Nel frattempo, un rivale di ʿAlāʾ al-Dīn, di nome Ḥusayn ibn Nāṣir al-Dīn Muḥammad al-Madīnī, s'era impadronito di Fīrūzkūh, ma fu ucciso proprio nel momento in cui ʿAlāʾ al-Dīn tornava per reclamare i suoi domini ancestrali. ʿAlāʾ al-Dīn passò il resto del periodo di regno nel tentativo di espandere i territori del suo regno; riuscì a conquistare il Garcistan, Ṭokhāristān e Bāmiyān, e infine consegnò Bāmiyān e Ṭokhāristān a Fakhr al-Dīn Masʿūd, fondatore della branca ghuride di Bāmiyān. ʿAlāʾ al-Dīn morì nel in 1161 e gli succedette suo figlio Sayf al-Dīn Muḥammad, che morì appena dopo due anni di regno, dopo essere stato ferito in battaglia.

### I Ghuridi al loro zenith
Sayf al-Dīn Muḥammad ebbe come successore suo cugino Ghiyāth al-Dīn Muḥammad, figlio di Bahāʾ al-Dīn Sām I, e si dimostrò un sovrano capace. Proprio dopo l'accesso al potere di Ghiyāth al-Dīn, con l'aiuto del proprio leale fratello Muʿizz al-Dīn Muḥammad, egli eliminò un capo ghuride rivale, di nome Abū l-ʿAbbās. Ghiyāth al-Dīn poi sconfisse suo zio Fakhr al-Dīn Masʿūd che reclamava il trono ghuride e che si alleò col governatore selgiuchide di Herat e Balkh.
Nel 1173, Muʿizz al-Dīn Muḥammad riconquistò la città di Ghazna e aiutò Ghiyāth al-Dīn nel suo confronto con il Khwārezm-Shāh per la signoria del Khorasan.Muʿizz al-Dīn prese Multan e Uch nel 1175 e annetté il principato ghaznavide di Lahore nel 1186. Gli storici dell'epoca dicono che pretese di trarre la sua vendetta in ricordo del bisnonno Muhammad ibn Suri. Dopo la morte del fratello Ghiyath al-Dīn nel 1202, Muʿizz al-Dīn divenne il successore dei domini di questi e governò fino al suo assassinio nel 1206, avvenuto presso il fiume Jhelum per opera di componenti della tribù dei Khokhar (oggi Pakistan).

### Declino e caduta
Ne seguì una lotta confusa tra i leader ghuridi rimasti e il Khwārezm-Shāh fu in grado di mettere le mani sull'Impero ghuride verso il 1215. Sebbene quello ghuride fosse stato un impero di breve durata, le conquiste di Muʿizz al-Dīn Muḥammad rafforzarono le fondamenta del governo islamico in India. Alla sua morte, la rilevanza di Ghazna e di Ghūr declinò a scapito del Sultanato di Delhi, nuovo centro irradiatore di cultura islamica.

## Influenze culturali
I Ghuridi furono grandi patroni della cultura persiana e della sua letteratura e gettarono le basi della persianizzazione di una parte del subcontinente indiano. Trasferirono anche gli stilemi architettonici persiani in India, i cui numerosi esempi sono attestati ancora nei tempi odierni (si veda la Gallery). Tuttavia molte delle opere prodotte in campo letterario in età ghuride sono andate perdute.
I Ghuridi diffusero in profondità la religione islamica nell'Hindustan, operazione che era gia cominciata con i ghaznavidi, ma solo superficialmente.
Oltre ai Ghuridi, anche i Mamelucchi di Delhi parteciparono alla creazione della lingua persiana come lingua franca dell'intera regione: uno status che si conservò fino alla caduta dell'Impero mughal nel XIX secolo.

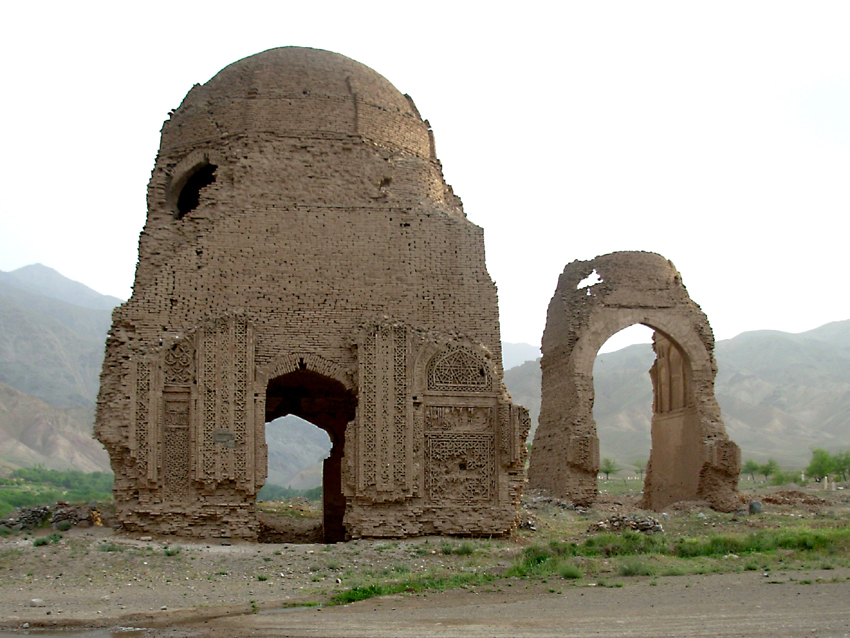
I due mausolei della città di Chisht, così chiamata perché qui nacque l'Ordine sufi della Cishtiyya (il mausoleo occidentale fu edificato nel 1167)
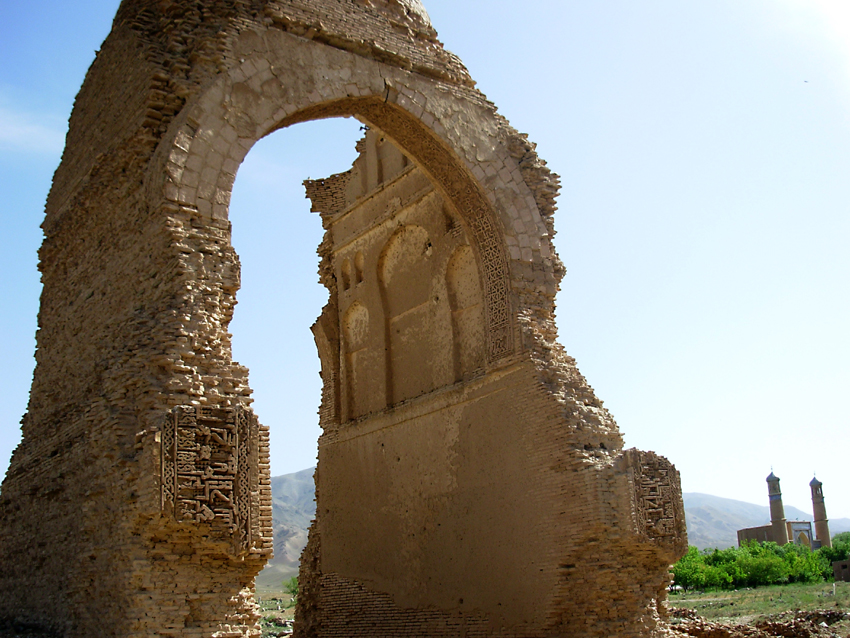
Il mausoleo orientale di Chisht (costruito nel 1194)
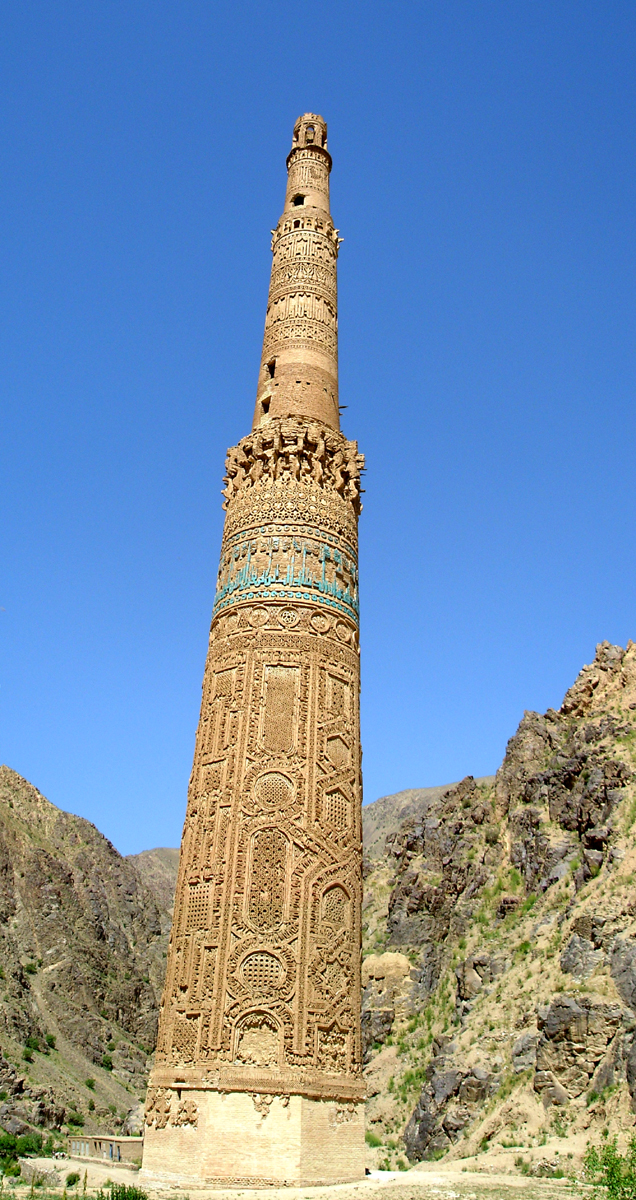
Il Minareto di Jam nella provincia di Ghūr (Afghanistan), terminato nel 1174/75 – Patrimonio dell'Umanità dal 2002
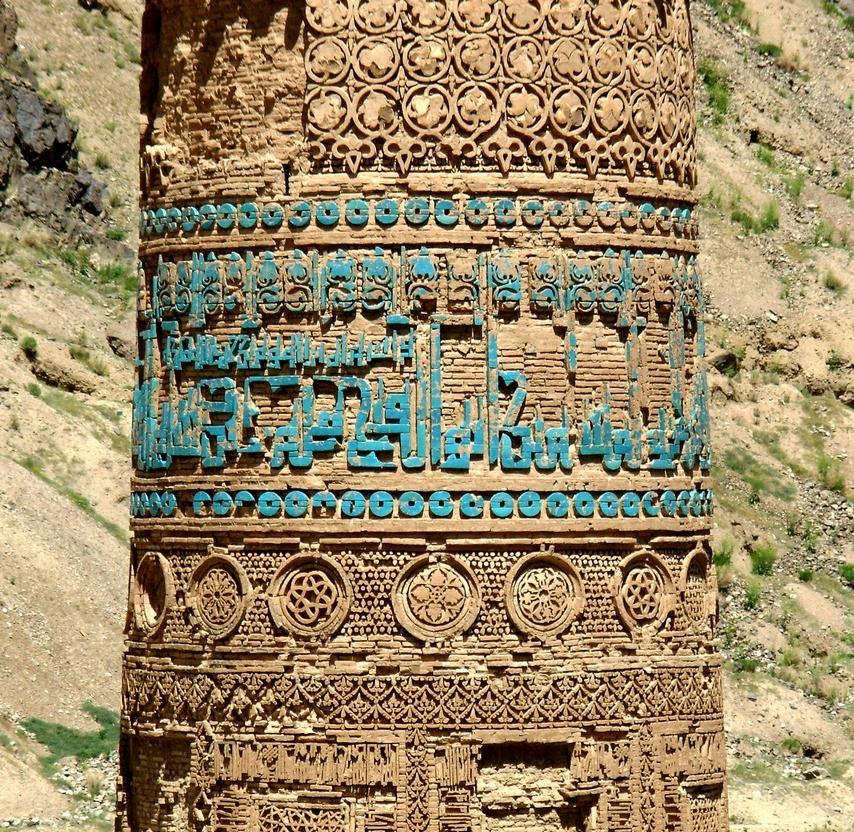
Iscrizione del Minareto di Jam, coi nomi e le titolature del Sultano Ghiyāth al-Dīn Muḥammad
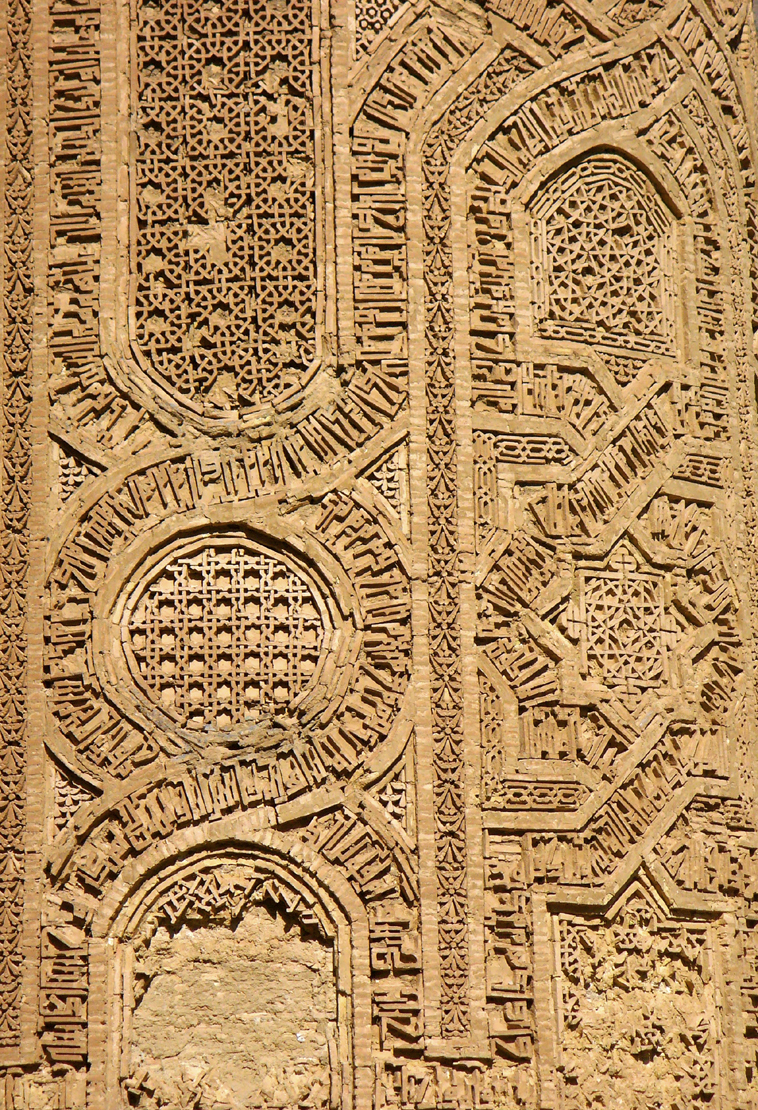
Fasce ornamentali del Minareto di Jam, riportante la Sūra XIX del Corano
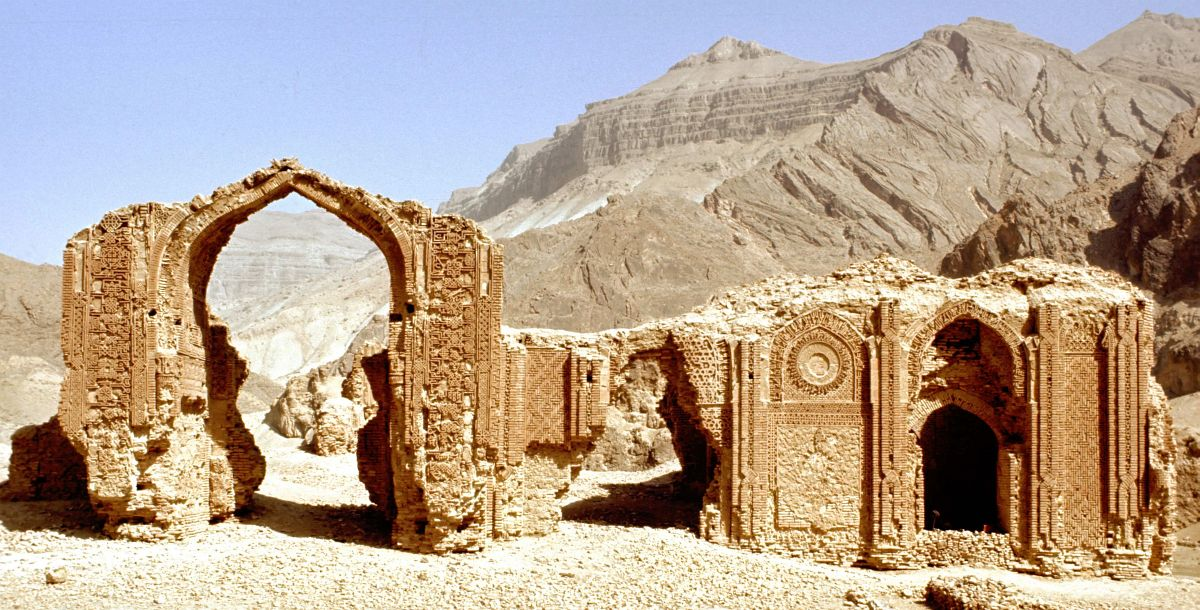
Rovine della madrasa chiamata Shah-i Mashhad (edificata nel 1176)

## Dinastia ghuride
| Titolo                                                                     | Nome di persona                      | Regno                |
| -------------------------------------------------------------------------- | ------------------------------------ | -------------------- |
| Malik (Re) in persiano امیر بان کی مون جی‎                                  | Amir Banji in persiano ‎              | ??? – ???            |
| Malik in persiano امیر سوری‎                                                | Amir Suri in persiano ‎               | IX secolo – X secolo |
| Malik in persiano ملک ‎                                                     | Muhammad ibn Suri in persiano ‎       | X secolo – 1011      |
| Malik in persiano ملک ‎                                                     | Abu Ali ibn Muhammad in persiano ‎    | 1011–1035            |
| Malik in persiano ملک ‎                                                     | Abbas ibn Shith in persiano ‎         | 1035 – 1060          |
| Malik in persiano ملک ‎                                                     | Muhammad ibn Abbas in persiano ‎      | 1060 – 1080          |
| Malik in persiano ملک ‎                                                     | Qutb al-din Hasan in persiano ‎       | 1080 – 1100          |
| Abu l-Muluk (Padre di Re) in persiano ابولملک‎                              | 'Izz al-Din Husayn in persiano ‎      | 1100–1146            |
| Malik in persiano ملک ‎                                                     | Sayf al-Din Suri in persiano ‎        | 1146–1149            |
| Malik in persiano ملک ‎                                                     | Baha al-Din Sam I in persiano ‎       | 1149                 |
| Malik in persiano ملک ‎ Sulṭān al-Muʿaẓẓam in persiano سلطان بن معظم‎        | 'Ala' al-Din Husayn in persiano ‎     | 1149–1161            |
| Malik in persiano ملک ‎                                                     | Sayf al-Din Muhammad in persiano ‎    | 1161–1163            |
| Sultan Abu l-Fath in persiano سلطان ابوالفتح‎                               | Ghiyath al-Din Muhammad in persiano ‎ | 1163–1202            |
| Sultan Shahāb al-din Muhammad Ghori in persiano سلطان شہاب الدین محمد غوری‎ | Mu'izz al-Din Muhammad in persiano ‎  | 1202–1206            |
| Sulṭān (Sultano) in persiano سلطان‎                                         | Ghiyath al-Din Mahmud in persiano ‎   | 1206-1212            |
| Sultan in persiano سلطان‎                                                   | Baha al-Din Sam III in persiano ‎     | 1212–1213            |
| Sultan in persiano سلطان‎                                                   | 'Ala' al-Din 'Atsiz in persiano ‎     | 1213-1214            |
| Sultan in persiano سلطان‎                                                   | 'Ala' al-Din 'Ali in persiano ‎       | 1214-1215            |
| conquista dei Khwārazm-Shāh                                                |                                      |                      |

- Le linee ombreggiate in azzurro indicano il vassallaggio ghuride nei confronti dei Ghaznavidi.
- Le linee ombreggiate in giallo indicano il vassallaggio ghuride nei confronti dei Selgiuchidi.
- Le linee ombreggiate in verde indicano il vassallaggio ghuride nei confronti dei Khwārazm-Shāh.

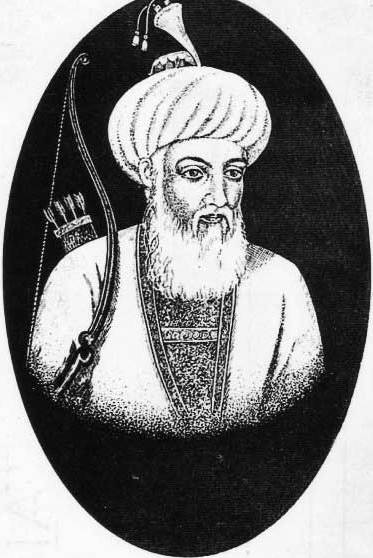
Il Sultano Mu'izz al-Din Muhammad
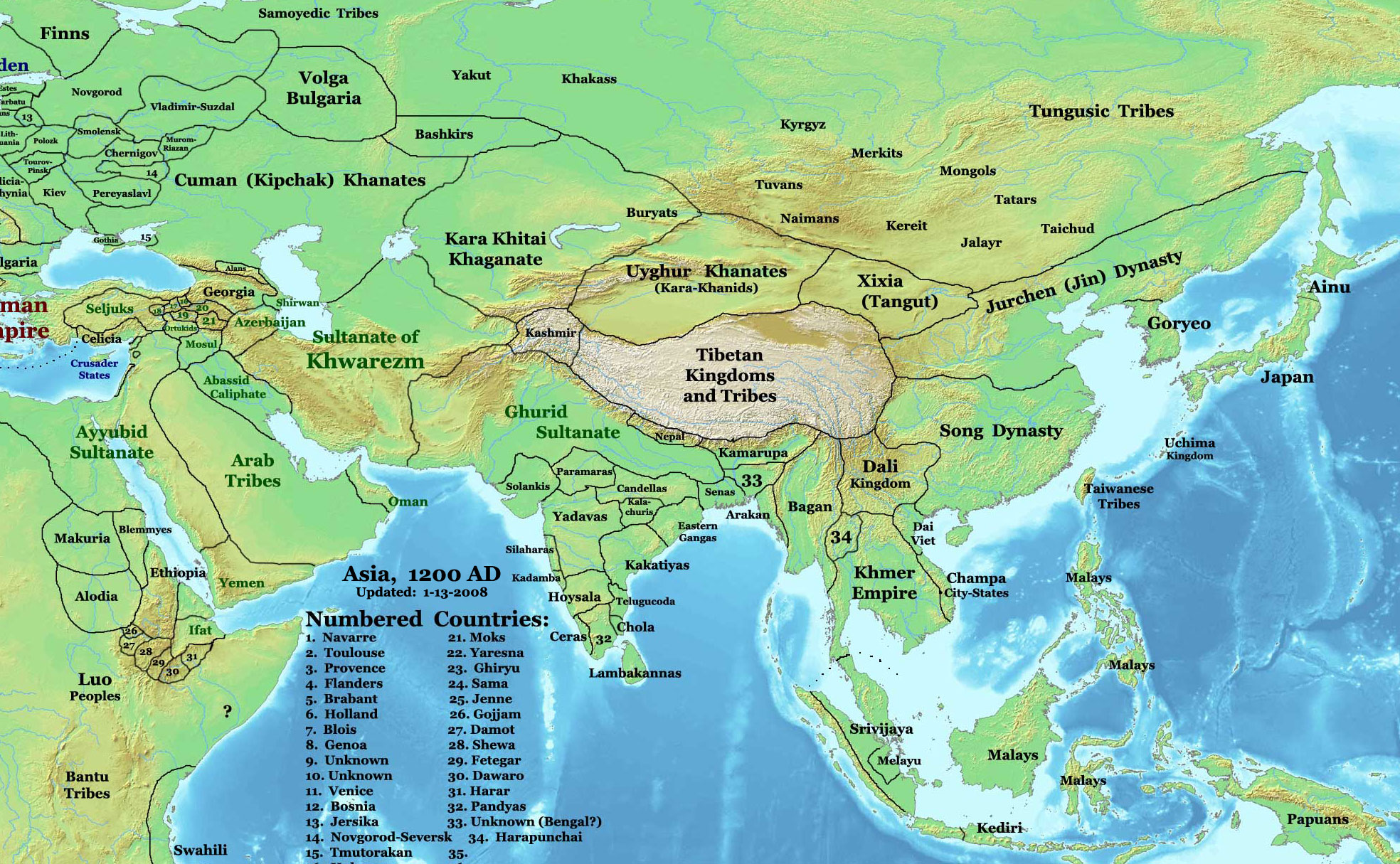
L'Asia nel 1200, col Sultanato ghuride e i suoi vicini

### Branca di Bamiyan
| Titolo                                                  | Nome di persona                              | Regno     |
| ------------------------------------------------------- | -------------------------------------------- | --------- |
| Malik (Re) in persiano ملک ‎                             | Fakhr al-Din Mas'ud in persiano ‎             | 1152–1163 |
| Malik (Re) in persiano ملک ‎                             | Shams al-Din Muhammad ibn Fakhr in persiano ‎ | 1163–1192 |
| Malik (Re) in persiano ملک ‎ Abū l-Muʾayyid in persiano ‎ | Baha' al-Din Sam II in persiano ‎             | 1192–1206 |
| Malik (Re) in persiano ملک ‎                             | Jalal al-Din 'Ali in persiano ‎               | 1206–1215 |
| Conquista del Khwārazm-Shāh                             |                                              |           |

- I campi ombreggiati in verde indicano il vassallaggio ghuride nei confronti della dinastia del Khwārazm-Shāh

## Albero genealogico ghuride
|  |  |                              |                              |                              |                              |                              |                              |  |  |  |  |                                  |                                  |                                  |                                  | Amir Suri (IX secolo-X secolo)    |                                  |  |  |                                 |                              |                              |                              |                              |                              |                                     |                                     |                                     |                                     |                                     |                                     |                           |                           |                           |                           |                           |                           |                                    |                                    |                                    |                                    |                                    |                                    |                                  |                                  |                                  |                                  |                                  |                                  |                                 |                                 |                                 |                                 |                                |                                |                                |                                |                                |                                |                               |                               |                                   |                                   |                                   |                                   |                                   |                                   |                       |                       |                       |                       |                       |                       |  |  |  |  |  |  |  |  |  |  |  |  |  |  |  |  |  |  |  |  |  |  |  |  |  |  |  |  |  |  |  |  |  |  |  |  |  |  |  |  |
|  |  |                              |                              |                              |                              |                              |                              |  |  |  |  |                                  |                                  |                                  |                                  |                                   |                                  |  |  |                                 |                              |                              |                              |                              |                              |                                     |                                     |                                     |                                     |                                     |                                     |                           |                           |                           |                           |                           |                           |                                    |                                    |                                    |                                    |                                    |                                    |                                  |                                  |                                  |                                  |                                  |                                  |                                 |                                 |                                 |                                 |                                |                                |                                |                                |                                |                                |                               |                               |                                   |                                   |                                   |                                   |                                   |                                   |                       |                       |                       |                       |                       |                       |  |  |  |  |  |  |  |  |  |  |  |  |  |  |  |  |  |  |  |  |  |  |  |  |  |  |  |  |  |  |  |  |  |  |  |  |  |  |  |  |
|  |  |                              |                              |                              |                              |                              |                              |  |  |  |  |                                  |                                  |                                  |                                  | Muhammad ibn Suri (X secolo-1011) |                                  |  |  |                                 |                              |                              |                              |                              |                              |                                     |                                     |                                     |                                     |                                     |                                     |                           |                           |                           |                           |                           |                           |                                    |                                    |                                    |                                    |                                    |                                    |                                  |                                  |                                  |                                  |                                  |                                  |                                 |                                 |                                 |                                 |                                |                                |                                |                                |                                |                                |                               |                               |                                   |                                   |                                   |                                   |                                   |                                   |                       |                       |                       |                       |                       |                       |  |  |  |  |  |  |  |  |  |  |  |  |  |  |  |  |  |  |  |  |  |  |  |  |  |  |  |  |  |  |  |  |  |  |  |  |  |  |  |  |
|  |  |                              |                              |                              |                              |                              |                              |  |  |  |  |                                  |                                  |                                  |                                  |                                   |                                  |  |  |                                 |                              |                              |                              |                              |                              |                                     |                                     |                                     |                                     |                                     |                                     |                           |                           |                           |                           |                           |                           |                                    |                                    |                                    |                                    |                                    |                                    |                                  |                                  |                                  |                                  |                                  |                                  |                                 |                                 |                                 |                                 |                                |                                |                                |                                |                                |                                |                               |                               |                                   |                                   |                                   |                                   |                                   |                                   |                       |                       |                       |                       |                       |                       |  |  |  |  |  |  |  |  |  |  |  |  |  |  |  |  |  |  |  |  |  |  |  |  |  |  |  |  |  |  |  |  |  |  |  |  |  |  |  |  |
|  |  |                              |                              |                              |                              |                              |                              |  |  |  |  |                                  |                                  |                                  |                                  |                                   |                                  |  |  |                                 |                              |                              |                              |                              |                              |                                     |                                     |                                     |                                     |                                     |                                     |                           |                           |                           |                           |                           |                           |                                    |                                    |                                    |                                    |                                    |                                    |                                  |                                  |                                  |                                  |                                  |                                  |                                 |                                 |                                 |                                 |                                |                                |                                |                                |                                |                                |                               |                               |                                   |                                   |                                   |                                   |                                   |                                   |                       |                       |                       |                       |                       |                       |  |  |  |  |  |  |  |  |  |  |  |  |  |  |  |  |  |  |  |  |  |  |  |  |  |  |  |  |  |  |  |  |  |  |  |  |  |  |  |  |
|  |  |                              |                              |                              |                              |                              |                              |  |  |  |  | Abu Ali ibn Muhammad (1011-1035) | Abu Ali ibn Muhammad (1011-1035) | Abu Ali ibn Muhammad (1011-1035) | Abu Ali ibn Muhammad (1011-1035) | Abu Ali ibn Muhammad (1011-1035)  | Abu Ali ibn Muhammad (1011-1035) |  |  | 'Abbas ibn Shith (1035-1060)    | 'Abbas ibn Shith (1035-1060) | 'Abbas ibn Shith (1035-1060) | 'Abbas ibn Shith (1035-1060) | 'Abbas ibn Shith (1035-1060) | 'Abbas ibn Shith (1035-1060) |                                     |                                     |                                     |                                     |                                     |                                     |                           |                           |                           |                           |                           |                           |                                    |                                    |                                    |                                    |                                    |                                    |                                  |                                  |                                  |                                  |                                  |                                  |                                 |                                 |                                 |                                 |                                |                                |                                |                                |                                |                                |                               |                               |                                   |                                   |                                   |                                   |                                   |                                   |                       |                       |                       |                       |                       |                       |  |  |  |  |  |  |  |  |  |  |  |  |  |  |  |  |  |  |  |  |  |  |  |  |  |  |  |  |  |  |  |  |  |  |  |  |  |  |  |  |
|  |  |                              |                              |                              |                              |                              |                              |  |  |  |  | Abu Ali ibn Muhammad (1011-1035) | Abu Ali ibn Muhammad (1011-1035) | Abu Ali ibn Muhammad (1011-1035) | Abu Ali ibn Muhammad (1011-1035) | Abu Ali ibn Muhammad (1011-1035)  | Abu Ali ibn Muhammad (1011-1035) |  |  | 'Abbas ibn Shith (1035-1060)    | 'Abbas ibn Shith (1035-1060) | 'Abbas ibn Shith (1035-1060) | 'Abbas ibn Shith (1035-1060) | 'Abbas ibn Shith (1035-1060) | 'Abbas ibn Shith (1035-1060) |                                     |                                     |                                     |                                     |                                     |                                     |                           |                           |                           |                           |                           |                           |                                    |                                    |                                    |                                    |                                    |                                    |                                  |                                  |                                  |                                  |                                  |                                  |                                 |                                 |                                 |                                 |                                |                                |                                |                                |                                |                                |                               |                               |                                   |                                   |                                   |                                   |                                   |                                   |                       |                       |                       |                       |                       |                       |  |  |  |  |  |  |  |  |  |  |  |  |  |  |  |  |  |  |  |  |  |  |  |  |  |  |  |  |  |  |  |  |  |  |  |  |  |  |  |  |
|  |  |                              |                              |                              |                              |                              |                              |  |  |  |  |                                  |                                  |                                  |                                  |                                   |                                  |  |  | Muhammad ibn 'Abbas (1060-1080) |                              |                              |                              |                              |                              |                                     |                                     |                                     |                                     |                                     |                                     |                           |                           |                           |                           |                           |                           |                                    |                                    |                                    |                                    |                                    |                                    |                                  |                                  |                                  |                                  |                                  |                                  |                                 |                                 |                                 |                                 |                                |                                |                                |                                |                                |                                |                               |                               |                                   |                                   |                                   |                                   |                                   |                                   |                       |                       |                       |                       |                       |                       |  |  |  |  |  |  |  |  |  |  |  |  |  |  |  |  |  |  |  |  |  |  |  |  |  |  |  |  |  |  |  |  |  |  |  |  |  |  |  |  |
|  |  |                              |                              |                              |                              |                              |                              |  |  |  |  |                                  |                                  |                                  |                                  |                                   |                                  |  |  |                                 |                              |                              |                              |                              |                              |                                     |                                     |                                     |                                     |                                     |                                     |                           |                           |                           |                           |                           |                           |                                    |                                    |                                    |                                    |                                    |                                    |                                  |                                  |                                  |                                  |                                  |                                  |                                 |                                 |                                 |                                 |                                |                                |                                |                                |                                |                                |                               |                               |                                   |                                   |                                   |                                   |                                   |                                   |                       |                       |                       |                       |                       |                       |  |  |  |  |  |  |  |  |  |  |  |  |  |  |  |  |  |  |  |  |  |  |  |  |  |  |  |  |  |  |  |  |  |  |  |  |  |  |  |  |
|  |  |                              |                              |                              |                              |                              |                              |  |  |  |  |                                  |                                  |                                  |                                  |                                   |                                  |  |  | Qutb al-Din Hasan (1080-1100)   |                              |                              |                              |                              |                              |                                     |                                     |                                     |                                     |                                     |                                     |                           |                           |                           |                           |                           |                           |                                    |                                    |                                    |                                    |                                    |                                    |                                  |                                  |                                  |                                  |                                  |                                  |                                 |                                 |                                 |                                 |                                |                                |                                |                                |                                |                                |                               |                               |                                   |                                   |                                   |                                   |                                   |                                   |                       |                       |                       |                       |                       |                       |  |  |  |  |  |  |  |  |  |  |  |  |  |  |  |  |  |  |  |  |  |  |  |  |  |  |  |  |  |  |  |  |  |  |  |  |  |  |  |  |
|  |  |                              |                              |                              |                              |                              |                              |  |  |  |  |                                  |                                  |                                  |                                  |                                   |                                  |  |  |                                 |                              |                              |                              |                              |                              |                                     |                                     |                                     |                                     |                                     |                                     |                           |                           |                           |                           |                           |                           |                                    |                                    |                                    |                                    |                                    |                                    |                                  |                                  |                                  |                                  |                                  |                                  |                                 |                                 |                                 |                                 |                                |                                |                                |                                |                                |                                |                               |                               |                                   |                                   |                                   |                                   |                                   |                                   |                       |                       |                       |                       |                       |                       |  |  |  |  |  |  |  |  |  |  |  |  |  |  |  |  |  |  |  |  |  |  |  |  |  |  |  |  |  |  |  |  |  |  |  |  |  |  |  |  |
|  |  |                              |                              |                              |                              |                              |                              |  |  |  |  |                                  |                                  |                                  |                                  |                                   |                                  |  |  | 'Izz al-Din Husayn (1100-1146)  |                              |                              |                              |                              |                              |                                     |                                     |                                     |                                     |                                     |                                     |                           |                           |                           |                           |                           |                           |                                    |                                    |                                    |                                    |                                    |                                    |                                  |                                  |                                  |                                  |                                  |                                  |                                 |                                 |                                 |                                 |                                |                                |                                |                                |                                |                                |                               |                               |                                   |                                   |                                   |                                   |                                   |                                   |                       |                       |                       |                       |                       |                       |  |  |  |  |  |  |  |  |  |  |  |  |  |  |  |  |  |  |  |  |  |  |  |  |  |  |  |  |  |  |  |  |  |  |  |  |  |  |  |  |
|  |  |                              |                              |                              |                              |                              |                              |  |  |  |  |                                  |                                  |                                  |                                  |                                   |                                  |  |  |                                 |                              |                              |                              |                              |                              |                                     |                                     |                                     |                                     |                                     |                                     |                           |                           |                           |                           |                           |                           |                                    |                                    |                                    |                                    |                                    |                                    |                                  |                                  |                                  |                                  |                                  |                                  |                                 |                                 |                                 |                                 |                                |                                |                                |                                |                                |                                |                               |                               |                                   |                                   |                                   |                                   |                                   |                                   |                       |                       |                       |                       |                       |                       |  |  |  |  |  |  |  |  |  |  |  |  |  |  |  |  |  |  |  |  |  |  |  |  |  |  |  |  |  |  |  |  |  |  |  |  |  |  |  |  |
|  |  |                              |                              |                              |                              |                              |                              |  |  |  |  |                                  |                                  |                                  |                                  |                                   |                                  |  |  |                                 |                              |                              |                              |                              |                              |                                     |                                     |                                     |                                     |                                     |                                     |                           |                           |                           |                           |                           |                           |                                    |                                    |                                    |                                    |                                    |                                    |                                  |                                  |                                  |                                  |                                  |                                  |                                 |                                 |                                 |                                 |                                |                                |                                |                                |                                |                                |                               |                               |                                   |                                   |                                   |                                   |                                   |                                   |                       |                       |                       |                       |                       |                       |  |  |  |  |  |  |  |  |  |  |  |  |  |  |  |  |  |  |  |  |  |  |  |  |  |  |  |  |  |  |  |  |  |  |  |  |  |  |  |  |
|  |  |                              |                              |                              |                              |                              |                              |  |  |  |  |                                  |                                  |                                  |                                  |                                   |                                  |  |  |                                 |                              |                              |                              |                              |                              |                                     |                                     |                                     |                                     |                                     |                                     |                           |                           |                           |                           |                           |                           |                                    |                                    |                                    |                                    |                                    |                                    |                                  |                                  |                                  |                                  |                                  |                                  |                                 |                                 |                                 |                                 |                                |                                |                                |                                |                                |                                |                               |                               |                                   |                                   |                                   |                                   |                                   |                                   |                       |                       |                       |                       |                       |                       |  |  |  |  |  |  |  |  |  |  |  |  |  |  |  |  |  |  |  |  |  |  |  |  |  |  |  |  |  |  |  |  |  |  |  |  |  |  |  |  |
|  |  |                              |                              |                              |                              |                              |                              |  |  |  |  |                                  |                                  |                                  |                                  |                                   |                                  |  |  |                                 |                              |                              |                              |                              |                              |                                     |                                     |                                     |                                     |                                     |                                     |                           |                           |                           |                           |                           |                           |                                    |                                    |                                    |                                    |                                    |                                    |                                  |                                  |                                  |                                  |                                  |                                  |                                 |                                 |                                 |                                 |                                |                                |                                |                                |                                |                                |                               |                               |                                   |                                   |                                   |                                   |                                   |                                   |                       |                       |                       |                       |                       |                       |  |  |  |  |  |  |  |  |  |  |  |  |  |  |  |  |  |  |  |  |  |  |  |  |  |  |  |  |  |  |  |  |  |  |  |  |  |  |  |  |
|  |  |                              |                              |                              |                              |                              |                              |  |  |  |  |                                  |                                  |                                  |                                  |                                   |                                  |  |  |                                 |                              |                              |                              |                              |                              |                                     |                                     |                                     |                                     |                                     |                                     |                           |                           |                           |                           |                           |                           |                                    |                                    |                                    |                                    |                                    |                                    |                                  |                                  |                                  |                                  |                                  |                                  |                                 |                                 |                                 |                                 |                                |                                |                                |                                |                                |                                |                               |                               |                                   |                                   |                                   |                                   |                                   |                                   |                       |                       |                       |                       |                       |                       |  |  |  |  |  |  |  |  |  |  |  |  |  |  |  |  |  |  |  |  |  |  |  |  |  |  |  |  |  |  |  |  |  |  |  |  |  |  |  |  |
|  |  |                              |                              |                              |                              |                              |                              |  |  |  |  |                                  |                                  |                                  |                                  |                                   |                                  |  |  |                                 |                              |                              |                              |                              |                              |                                     |                                     |                                     |                                     |                                     |                                     |                           |                           |                           |                           |                           |                           |                                    |                                    |                                    |                                    |                                    |                                    |                                  |                                  |                                  |                                  |                                  |                                  |                                 |                                 |                                 |                                 |                                |                                |                                |                                |                                |                                |                               |                               |                                   |                                   |                                   |                                   |                                   |                                   |                       |                       |                       |                       |                       |                       |  |  |  |  |  |  |  |  |  |  |  |  |  |  |  |  |  |  |  |  |  |  |  |  |  |  |  |  |  |  |  |  |  |  |  |  |  |  |  |  |
|  |  | Sayf al-Din Suri (1146-1149) | Sayf al-Din Suri (1146-1149) | Sayf al-Din Suri (1146-1149) | Sayf al-Din Suri (1146-1149) | Sayf al-Din Suri (1146-1149) | Sayf al-Din Suri (1146-1149) |  |  |  |  | Shuja' al-Din Muhammad           | Shuja' al-Din Muhammad           | Shuja' al-Din Muhammad           | Shuja' al-Din Muhammad           | Shuja' al-Din Muhammad            | Shuja' al-Din Muhammad           |  |  |                                 |                              | Qutb al-Din Muhammad         | Qutb al-Din Muhammad         | Qutb al-Din Muhammad         | Qutb al-Din Muhammad         | Qutb al-Din Muhammad                | Qutb al-Din Muhammad                |                                     |                                     |                                     |                                     | Baha' al-Din Sam I (1149) | Baha' al-Din Sam I (1149) | Baha' al-Din Sam I (1149) | Baha' al-Din Sam I (1149) | Baha' al-Din Sam I (1149) | Baha' al-Din Sam I (1149) |                                    |                                    | Nasir al-Din Muhammad Kharnak      | Nasir al-Din Muhammad Kharnak      | Nasir al-Din Muhammad Kharnak      | Nasir al-Din Muhammad Kharnak      | Nasir al-Din Muhammad Kharnak    | Nasir al-Din Muhammad Kharnak    |                                  |                                  | 'Ala' al-Din Husayn (1149-1161)  | 'Ala' al-Din Husayn (1149-1161)  | 'Ala' al-Din Husayn (1149-1161) | 'Ala' al-Din Husayn (1149-1161) | 'Ala' al-Din Husayn (1149-1161) | 'Ala' al-Din Husayn (1149-1161) |                                |                                |                                |                                |                                |                                |                               |                               | Fakhr al-Din Mas'ud (1152–1163)   | Fakhr al-Din Mas'ud (1152–1163)   | Fakhr al-Din Mas'ud (1152–1163)   | Fakhr al-Din Mas'ud (1152–1163)   | Fakhr al-Din Mas'ud (1152–1163)   | Fakhr al-Din Mas'ud (1152–1163)   |                       |                       |                       |                       |                       |                       |  |  |  |  |  |  |  |  |  |  |  |  |  |  |  |  |  |  |  |  |  |  |  |  |  |  |  |  |  |  |  |  |  |  |  |  |  |  |  |  |
|  |  | Sayf al-Din Suri (1146-1149) | Sayf al-Din Suri (1146-1149) | Sayf al-Din Suri (1146-1149) | Sayf al-Din Suri (1146-1149) | Sayf al-Din Suri (1146-1149) | Sayf al-Din Suri (1146-1149) |  |  |  |  | Shuja' al-Din Muhammad           | Shuja' al-Din Muhammad           | Shuja' al-Din Muhammad           | Shuja' al-Din Muhammad           | Shuja' al-Din Muhammad            | Shuja' al-Din Muhammad           |  |  |                                 |                              | Qutb al-Din Muhammad         | Qutb al-Din Muhammad         | Qutb al-Din Muhammad         | Qutb al-Din Muhammad         | Qutb al-Din Muhammad                | Qutb al-Din Muhammad                |                                     |                                     |                                     |                                     | Baha' al-Din Sam I (1149) | Baha' al-Din Sam I (1149) | Baha' al-Din Sam I (1149) | Baha' al-Din Sam I (1149) | Baha' al-Din Sam I (1149) | Baha' al-Din Sam I (1149) |                                    |                                    | Nasir al-Din Muhammad Kharnak      | Nasir al-Din Muhammad Kharnak      | Nasir al-Din Muhammad Kharnak      | Nasir al-Din Muhammad Kharnak      | Nasir al-Din Muhammad Kharnak    | Nasir al-Din Muhammad Kharnak    |                                  |                                  | 'Ala' al-Din Husayn (1149-1161)  | 'Ala' al-Din Husayn (1149-1161)  | 'Ala' al-Din Husayn (1149-1161) | 'Ala' al-Din Husayn (1149-1161) | 'Ala' al-Din Husayn (1149-1161) | 'Ala' al-Din Husayn (1149-1161) |                                |                                |                                |                                |                                |                                |                               |                               | Fakhr al-Din Mas'ud (1152–1163)   | Fakhr al-Din Mas'ud (1152–1163)   | Fakhr al-Din Mas'ud (1152–1163)   | Fakhr al-Din Mas'ud (1152–1163)   | Fakhr al-Din Mas'ud (1152–1163)   | Fakhr al-Din Mas'ud (1152–1163)   |                       |                       |                       |                       |                       |                       |  |  |  |  |  |  |  |  |  |  |  |  |  |  |  |  |  |  |  |  |  |  |  |  |  |  |  |  |  |  |  |  |  |  |  |  |  |  |  |  |
|  |  |                              |                              |                              |                              |                              |                              |  |  |  |  | 'Ala' al-Din 'Ali (1214-1215)    |                                  |                                  |                                  |                                   |                                  |  |  |                                 |                              |                              |                              |                              |                              |                                     |                                     |                                     |                                     |                                     |                                     |                           |                           |                           |                           |                           |                           |                                    |                                    |                                    |                                    |                                    |                                    |                                  |                                  |                                  |                                  |                                  |                                  |                                 |                                 |                                 |                                 |                                |                                |                                |                                |                                |                                |                               |                               |                                   |                                   |                                   |                                   |                                   |                                   |                       |                       |                       |                       |                       |                       |  |  |  |  |  |  |  |  |  |  |  |  |  |  |  |  |  |  |  |  |  |  |  |  |  |  |  |  |  |  |  |  |  |  |  |  |  |  |  |  |
|  |  |                              |                              |                              |                              |                              |                              |  |  |  |  |                                  |                                  |                                  |                                  |                                   |                                  |  |  |                                 |                              |                              |                              |                              |                              |                                     |                                     |                                     |                                     |                                     |                                     |                           |                           |                           |                           |                           |                           |                                    |                                    |                                    |                                    |                                    |                                    |                                  |                                  |                                  |                                  |                                  |                                  |                                 |                                 |                                 |                                 |                                |                                |                                |                                |                                |                                |                               |                               |                                   |                                   |                                   |                                   |                                   |                                   |                       |                       |                       |                       |                       |                       |  |  |  |  |  |  |  |  |  |  |  |  |  |  |  |  |  |  |  |  |  |  |  |  |  |  |  |  |  |  |  |  |  |  |  |  |  |  |  |  |
|  |  |                              |                              |                              |                              |                              |                              |  |  |  |  |                                  |                                  |                                  |                                  |                                   |                                  |  |  |                                 |                              |                              |                              |                              |                              | Ghiyath al-Din Muhammad (1163–1202) | Ghiyath al-Din Muhammad (1163–1202) | Ghiyath al-Din Muhammad (1163–1202) | Ghiyath al-Din Muhammad (1163–1202) | Ghiyath al-Din Muhammad (1163–1202) | Ghiyath al-Din Muhammad (1163–1202) |                           |                           |                           |                           |                           |                           | Mu'izz al-Din Muhammad (1202–1206) | Mu'izz al-Din Muhammad (1202–1206) | Mu'izz al-Din Muhammad (1202–1206) | Mu'izz al-Din Muhammad (1202–1206) | Mu'izz al-Din Muhammad (1202–1206) | Mu'izz al-Din Muhammad (1202–1206) |                                  |                                  |                                  |                                  |                                  |                                  |                                 |                                 |                                 |                                 |                                |                                |                                |                                |                                |                                |                               |                               | Shams al-Din Muhammad (1163–1192) | Shams al-Din Muhammad (1163–1192) | Shams al-Din Muhammad (1163–1192) | Shams al-Din Muhammad (1163–1192) | Shams al-Din Muhammad (1163–1192) | Shams al-Din Muhammad (1163–1192) |                       |                       |                       |                       |                       |                       |  |  |  |  |  |  |  |  |  |  |  |  |  |  |  |  |  |  |  |  |  |  |  |  |  |  |  |  |  |  |  |  |  |  |  |  |  |  |  |  |
|  |  |                              |                              |                              |                              |                              |                              |  |  |  |  |                                  |                                  |                                  |                                  |                                   |                                  |  |  |                                 |                              |                              |                              |                              |                              | Ghiyath al-Din Muhammad (1163–1202) | Ghiyath al-Din Muhammad (1163–1202) | Ghiyath al-Din Muhammad (1163–1202) | Ghiyath al-Din Muhammad (1163–1202) | Ghiyath al-Din Muhammad (1163–1202) | Ghiyath al-Din Muhammad (1163–1202) |                           |                           |                           |                           |                           |                           | Mu'izz al-Din Muhammad (1202–1206) | Mu'izz al-Din Muhammad (1202–1206) | Mu'izz al-Din Muhammad (1202–1206) | Mu'izz al-Din Muhammad (1202–1206) | Mu'izz al-Din Muhammad (1202–1206) | Mu'izz al-Din Muhammad (1202–1206) |                                  |                                  |                                  |                                  |                                  |                                  |                                 |                                 |                                 |                                 |                                |                                |                                |                                |                                |                                |                               |                               | Shams al-Din Muhammad (1163–1192) | Shams al-Din Muhammad (1163–1192) | Shams al-Din Muhammad (1163–1192) | Shams al-Din Muhammad (1163–1192) | Shams al-Din Muhammad (1163–1192) | Shams al-Din Muhammad (1163–1192) |                       |                       |                       |                       |                       |                       |  |  |  |  |  |  |  |  |  |  |  |  |  |  |  |  |  |  |  |  |  |  |  |  |  |  |  |  |  |  |  |  |  |  |  |  |  |  |  |  |
|  |  |                              |                              |                              |                              |                              |                              |  |  |  |  |                                  |                                  |                                  |                                  |                                   |                                  |  |  |                                 |                              |                              |                              |                              |                              |                                     |                                     |                                     |                                     |                                     |                                     |                           |                           |                           |                           |                           |                           |                                    |                                    |                                    |                                    |                                    |                                    |                                  |                                  |                                  |                                  |                                  |                                  |                                 |                                 |                                 |                                 |                                |                                |                                |                                |                                |                                |                               |                               |                                   |                                   |                                   |                                   |                                   |                                   |                       |                       |                       |                       |                       |                       |  |  |  |  |  |  |  |  |  |  |  |  |  |  |  |  |  |  |  |  |  |  |  |  |  |  |  |  |  |  |  |  |  |  |  |  |  |  |  |  |
|  |  |                              |                              |                              |                              |                              |                              |  |  |  |  |                                  |                                  |                                  |                                  |                                   |                                  |  |  |                                 |                              |                              |                              |                              |                              |                                     |                                     |                                     |                                     |                                     |                                     |                           |                           |                           |                           |                           |                           |                                    |                                    |                                    |                                    |                                    |                                    | Sayf al-Din Muhammad (1149–1157) | Sayf al-Din Muhammad (1149–1157) | Sayf al-Din Muhammad (1149–1157) | Sayf al-Din Muhammad (1149–1157) | Sayf al-Din Muhammad (1149–1157) | Sayf al-Din Muhammad (1149–1157) |                                 |                                 |                                 |                                 | 'Ala' al-Din Atsiz (1213-1214) | 'Ala' al-Din Atsiz (1213-1214) | 'Ala' al-Din Atsiz (1213-1214) | 'Ala' al-Din Atsiz (1213-1214) | 'Ala' al-Din Atsiz (1213-1214) | 'Ala' al-Din Atsiz (1213-1214) |                               |                               | Baha' al-Din Sam II (1192–1206)   | Baha' al-Din Sam II (1192–1206)   | Baha' al-Din Sam II (1192–1206)   | Baha' al-Din Sam II (1192–1206)   | Baha' al-Din Sam II (1192–1206)   | Baha' al-Din Sam II (1192–1206)   |                       |                       |                       |                       |                       |                       |  |  |  |  |  |  |  |  |  |  |  |  |  |  |  |  |  |  |  |  |  |  |  |  |  |  |  |  |  |  |  |  |  |  |  |  |  |  |  |  |
|  |  |                              |                              |                              |                              |                              |                              |  |  |  |  |                                  |                                  |                                  |                                  |                                   |                                  |  |  |                                 |                              |                              |                              |                              |                              | Ghiyath al-Din Mahmud (1206-1212)   |                                     |                                     |                                     |                                     |                                     |                           |                           |                           |                           |                           |                           |                                    |                                    |                                    |                                    |                                    |                                    | Sayf al-Din Muhammad (1149–1157) | Sayf al-Din Muhammad (1149–1157) | Sayf al-Din Muhammad (1149–1157) | Sayf al-Din Muhammad (1149–1157) | Sayf al-Din Muhammad (1149–1157) | Sayf al-Din Muhammad (1149–1157) |                                 |                                 |                                 |                                 | 'Ala' al-Din Atsiz (1213-1214) | 'Ala' al-Din Atsiz (1213-1214) | 'Ala' al-Din Atsiz (1213-1214) | 'Ala' al-Din Atsiz (1213-1214) | 'Ala' al-Din Atsiz (1213-1214) | 'Ala' al-Din Atsiz (1213-1214) |                               |                               | Baha' al-Din Sam II (1192–1206)   | Baha' al-Din Sam II (1192–1206)   | Baha' al-Din Sam II (1192–1206)   | Baha' al-Din Sam II (1192–1206)   | Baha' al-Din Sam II (1192–1206)   | Baha' al-Din Sam II (1192–1206)   |                       |                       |                       |                       |                       |                       |  |  |  |  |  |  |  |  |  |  |  |  |  |  |  |  |  |  |  |  |  |  |  |  |  |  |  |  |  |  |  |  |  |  |  |  |  |  |  |  |
|  |  |                              |                              |                              |                              |                              |                              |  |  |  |  |                                  |                                  |                                  |                                  |                                   |                                  |  |  |                                 |                              |                              |                              |                              |                              |                                     |                                     |                                     |                                     |                                     |                                     |                           |                           |                           |                           |                           |                           |                                    |                                    |                                    |                                    |                                    |                                    |                                  |                                  |                                  |                                  |                                  |                                  |                                 |                                 |                                 |                                 |                                |                                |                                |                                |                                |                                |                               |                               |                                   |                                   |                                   |                                   |                                   |                                   |                       |                       |                       |                       |                       |                       |  |  |  |  |  |  |  |  |  |  |  |  |  |  |  |  |  |  |  |  |  |  |  |  |  |  |  |  |  |  |  |  |  |  |  |  |  |  |  |  |
|  |  |                              |                              |                              |                              |                              |                              |  |  |  |  |                                  |                                  |                                  |                                  |                                   |                                  |  |  |                                 |                              |                              |                              |                              |                              |                                     |                                     |                                     |                                     |                                     |                                     |                           |                           |                           |                           |                           |                           |                                    |                                    |                                    |                                    |                                    |                                    |                                  |                                  |                                  |                                  |                                  |                                  |                                 |                                 |                                 |                                 |                                |                                |                                |                                |                                |                                |                               |                               |                                   |                                   |                                   |                                   |                                   |                                   |                       |                       |                       |                       |                       |                       |  |  |  |  |  |  |  |  |  |  |  |  |  |  |  |  |  |  |  |  |  |  |  |  |  |  |  |  |  |  |  |  |  |  |  |  |  |  |  |  |
|  |  |                              |                              |                              |                              |                              |                              |  |  |  |  |                                  |                                  |                                  |                                  |                                   |                                  |  |  |                                 |                              |                              |                              |                              |                              |                                     |                                     |                                     |                                     |                                     |                                     |                           |                           |                           |                           |                           |                           |                                    |                                    |                                    |                                    |                                    |                                    |                                  |                                  |                                  |                                  |                                  |                                  |                                 |                                 |                                 |                                 |                                |                                | Jalal al-Din 'Ali (1206–1215)  | Jalal al-Din 'Ali (1206–1215)  | Jalal al-Din 'Ali (1206–1215)  | Jalal al-Din 'Ali (1206–1215)  | Jalal al-Din 'Ali (1206–1215) | Jalal al-Din 'Ali (1206–1215) |                                   |                                   |                                   |                                   |                                   |                                   | ʿAlāʾ al-Dīn Muḥammad | ʿAlāʾ al-Dīn Muḥammad | ʿAlāʾ al-Dīn Muḥammad | ʿAlāʾ al-Dīn Muḥammad | ʿAlāʾ al-Dīn Muḥammad | ʿAlāʾ al-Dīn Muḥammad |  |  |  |  |  |  |  |  |  |  |  |  |  |  |  |  |  |  |  |  |  |  |  |  |  |  |  |  |  |  |  |  |  |  |  |  |  |  |  |  |
|  |  |                              |                              |                              |                              |                              |                              |  |  |  |  |                                  |                                  |                                  |                                  |                                   |                                  |  |  |                                 |                              |                              |                              |                              |                              | Baha' al-Din Sam III (1212–1213)    |                                     |                                     |                                     |                                     |                                     |                           |                           |                           |                           |                           |                           |                                    |                                    |                                    |                                    |                                    |                                    |                                  |                                  |                                  |                                  |                                  |                                  |                                 |                                 |                                 |                                 |                                |                                | Jalal al-Din 'Ali (1206–1215)  | Jalal al-Din 'Ali (1206–1215)  | Jalal al-Din 'Ali (1206–1215)  | Jalal al-Din 'Ali (1206–1215)  | Jalal al-Din 'Ali (1206–1215) | Jalal al-Din 'Ali (1206–1215) |                                   |                                   |                                   |                                   |                                   |                                   | ʿAlāʾ al-Dīn Muḥammad | ʿAlāʾ al-Dīn Muḥammad | ʿAlāʾ al-Dīn Muḥammad | ʿAlāʾ al-Dīn Muḥammad | ʿAlāʾ al-Dīn Muḥammad | ʿAlāʾ al-Dīn Muḥammad |  |  |  |  |  |  |  |  |  |  |  |  |  |  |  |  |  |  |  |  |  |  |  |  |  |  |  |  |  |  |  |  |  |  |  |  |  |  |  |  |
|  |  |                              |                              |                              |                              |                              |                              |  |  |  |  |                                  |                                  |                                  |                                  |                                   |                                  |  |  |                                 |                              |                              |                              |                              |                              |                                     |                                     |                                     |                                     |                                     |                                     |                           |                           |                           |                           |                           |                           |                                    |                                    |                                    |                                    |                                    |                                    |                                  |                                  |                                  |                                  |                                  |                                  |                                 |                                 |                                 |                                 |                                |                                |                                |                                |                                |                                |                               |                               |                                   |                                   |                                   |                                   |                                   |                                   |                       |                       |                       |                       |                       |                       |  |  |  |  |  |  |  |  |  |  |  |  |  |  |  |  |  |  |  |  |  |  |  |  |  |  |  |  |  |  |  |  |  |  |  |  |  |  |  |  |